# Parasemia confusa
Parasemia confusa är en fjärilsart som beskrevs av Otto Staudinger 1898. Parasemia confusa ingår i släktet Parasemia och familjen björnspinnare. Inga underarter finns listade i Catalogue of Life.